# L'Origine de la violence
Pour plus de détails, voir Fiche technique et Distribution.
L'Origine de la violence est un film dramatique franco-allemand réalisé par Élie Chouraqui, sorti en 2016. Il est inspiré du roman L'Origine de la violence de l'écrivain Fabrice Humbert.

## Synopsis
Lors d’un voyage en Allemagne, un jeune professeur, Nathan Fabre, découvre dans l'ancien camp de concentration de Buchenwald la photographie d’un détenu dont la ressemblance avec son propre père, Adrien, le stupéfie. De retour en France, le souvenir de cette photographie ne cesse de l'obséder. Face au silence de son père, il décide alors de se pencher sur l'histoire de sa famille. Les secrets[Lesquels ?] qu'il y découvre bouleversent son existence. 
À l'issue de sa quête, Nathan comprendra[Comment ?] que le passé[Lequel ?], même enfoui au plus profond des mémoires, finit toujours par resurgir.

## Fiche technique
- Titre : L'Origine de la violence
- Réalisation : Élie Chouraqui
- Scénario : Élie Chouraqui, d'après l'œuvre de Fabrice Humbert
- Musique : Cyril Étienne des Rosaies et Romain Poncet
- Montage : Lorenzo Fanfani
- Photographie : Dominique Gentil
- Décors : Albrecht Konrad
- Costumes : Sandrine Mogue
- Producteur : Élie Chouraqui et Alfred Hürmer
  - Producteur associé : Charlie Farnel, Christian Reitz et Alexandre Chouraqui
- Production : L'Origine Productions et Integral Films
- Distribution : Paradis Films
- Pays d'origine :  France et  Allemagne
- Durée : 110 minutes
- Genre : drame
- Date de sortie :
  -  France : 25 mai 2016

## Distribution
- Richard Berry : Adrien Fabre[1]
- Stanley Weber : Nathan Wagner
- César Chouraqui : Nathan Wagner en 1937 et Adrien Fabre en 1962
- Michel Bouquet : Marcel Fabre
- Miriam Stein : Gabi
- Catherine Samie : Clémentine Fabre
- Martin Peillon : Charles Wagner en 1937
- Romaine Cochet : Virginie en 1937
- Christine Citti : Marguerite Fabre en 1937
- Didier Bezace : Père Fabre en 1937[2],[3],[1]
- Gabriel Washer : Marcel Fabre en 1937
- Jeanne Cremer : Clémentine Fabre en 1937[2]
- Jean Sorel : Charles Wagner
- Joseph Joffo : Kolb
- Lars Eidinger : Dr Erich Wagner
- Nikola Kastner : Ilse Koch
- Matthias Gall : Karl Koch
- Christopher Reinhardt (de) : Martin Sommer
- Box Office
- France : 390 entrées par salle[3]